# Torymoides antipoda
Torymoides antipoda är en stekelart som först beskrevs av Kirby 1883.  Torymoides antipoda ingår i släktet Torymoides och familjen gallglanssteklar. Inga underarter finns listade i Catalogue of Life.